# نیم‌بال افرای جعبه‌ای
نیم‌بال افرای جعبه‌ای (نام علمی: Boisea trivittata) نام یک گونه از تیره ناجوربالان بی‌بوی گیاه‌زی است.